# جمب (يوركشاير الجنوبية)
جمب (بالإنجليزية: Jump, South Yorkshire)‏ هي قرية تقع في المملكة المتحدة في يوركشاير والهمبر.

## أعلام
- راي تايلور